# Marche blanche
 (juin 2023).
Si vous disposez d'ouvrages ou d'articles de référence ou si vous connaissez des sites web de qualité traitant du thème abordé ici, merci de compléter l'article en donnant les références utiles à sa vérifiabilité et en les liant à la section « Notes et références ».
Marche blanche est à l'origine le nom d'un mouvement de protestation des parents des victimes né à la suite du dessaisissement du juge Connerotte qui enquêtait sur l'affaire Dutroux en Belgique et avait arrêté plusieurs pédophiles. Ce mouvement populaire a conduit à une manifestation qui a rassemblé plus de trois cent cinquante mille personnes à Bruxelles en octobre 1996, la Marche blanche, pour lutter contre les actes de pédophilie en Belgique, et dénoncer les dysfonctionnements de la police et de la justice. Le nom de « marche blanche » (ou parfois « marche silencieuse ») est depuis entré dans le langage commun pour désigner une manifestation pacifique, organisée en réaction à un fait divers et destinée à exprimer la solidarité envers la victime et ses proches.

## Déroulement de la manifestation
Le 20 octobre 1996 eut lieu à Bruxelles un rassemblement citoyen qui prit le nom de Marche blanche. Cette première Marche blanche, mise sur pied en deux semaines par des parents d'enfants disparus, vit défiler entre les deux principales gares de Bruxelles environ trois cent cinquante mille Belges venant des trois régions du pays. La couleur blanche et le silence (pas de slogans), seules consignes données par les organisateurs, avaient été choisis comme symbole de neutralité, de dignité, d’espoir et d’innocence. Une vigilance stricte fut exercée par les organisateurs pour éviter toute récupération politique. La Marche blanche faisait suite à des événements dramatiques qui, depuis plus d’un an, secouaient la Belgique : l’enlèvement, le viol et l’assassinat de jeunes enfants. La conjugaison de l'attitude d'exceptionnelle dignité des parents d'enfants victimes de Marc Dutroux, de leur intransigeance aussi calme que résolue devant les manquements des institutions chargées de l'enquête,  la médiatisation que  la presse unanime leur a offerte, explique cette gigantesque « vague blanche » qui a profondément et durablement secoué toute la société belge.

## La Marche blanche en chiffres
Le chiffre de marcheurs le plus souvent cité est « plus de trois cent quatre-vingt-cinq mille personnes », ce chiffre est donc une estimation minimale. Mais d’autres sources donnent le chiffre de cinq cent mille participants. Par calcul, on arrive à six cent cinquante mille (215 000 m2 x 3, c’est-à-dire surface occupée multipliée par la densité moyenne). Par comparaison avec la manifestation de soutien à Joe Van Holsbeeck (quatre-vingt mille personnes) on arrive aussi à six cent mille personnes pour la Marche blanche. Le seul chiffre certain est celui donné par la SNCB, quatre-vingt-six mille billets événements vendus, auxquels il faut ajouter les personnes qui avaient un abonnement ordinaire. La SNCB estime qu’elle a transporté entre cent et cent vingt mille personnes à Bruxelles le 20 octobre 1996. La STIB n'a pas donné de chiffres : les voyages sur son réseau étaient gratuits pour l'occasion. Le juge Leys, alors juge d'instruction au pôle financier du Parquet de Bruxelles et candidat peu de temps après ces événements à la direction de la Sûreté de l'État, a dit que selon cette même Sûreté, il y avait plus de six cent quinze mille manifestants à la Marche blanche.
Le Vif/L'Express no 2389 du 18 au 24 avril 1997 publie un sondage révélateur de la méfiance des Belges vis-à-vis de leurs institutions. À l'époque, seulement 3 % des Belges font « tout à fait confiance » au gouvernement. Ce n’est pas bien mieux pour la Justice ou pour les médias. À l’inverse, dans ce même sondage, les parents des enfants disparus obtiennent des taux de confiances de 76 %. On comprend dès lors l’acharnement des institutions, et de la presse en particulier, à minimiser et à dénigrer la Marche blanche et tout ce qui s'y rapportait . Il faut dire que même les parents des victimes de Dutroux et consorts et la plupart des animateurs de comités blancs reprenaient ce chiffre de trois cent cinquante mille personnes. Ce n'est qu'après la publication du témoignage du juge Leys, en 2001, que le chiffre de six cent mille manifestants a été avancé par quelques participants.

## Les suites de la «Marche blanche»
- Création des Comités blancs
- Création du Centre Child Focus
- La seconde marche blanche contre « la loi du silence » le 15 février 1997. Cette manifestation a été l'objet d'exactement la même controverse sur le nombre de manifestants, avec les mêmes prises de position par les mêmes commentateurs : trente mille pour la plupart des commentateurs, cent vingt mille pour ceux qui auraient correctement évalué la participation à la Marche blanche d'octobre 1996[réf. nécessaire].
- La marche blanche donnera aussi une aura particulière à la Commission Marc Verwilghen qui démarrait ses travaux le 16 février 1997
- Suppression de la Gendarmerie nationale belge en 2001.

## En Suisse
En Suisse, une association est née à la suite de faits similaires, cette association revendique :
- Un nombre suffisant d'agents de police fédéraux recrutés pour lutter contre la pédocriminalité.
- L'imprescriptibilité des peines de ces actes.
- L'obligation pour les institutions qui travaillent dans le milieu de l'enfance, d’exiger de leurs travailleurs sociaux et bénévoles la délivrance d'un extrait du casier judiciaire, et a fortiori l'interdiction à toute personne ayant été condamnée pour des actes de pédophilie de travailler en contact avec eux.
- Des peines plus sévères pour les crimes et délits commis par les auteurs de pareils actes.
- Des statistiques qui révèlent la réalité des crimes sexuels commis sur des mineurs d'âge et des enfants en particulier.
- Création et organisation d’un Office fédéral de la famille.
- Des moyens financiers et matériels suffisants pour lutter efficacement contre la pédocriminalité.

## Nom générique
Depuis l'affaire Dutroux, l'expression « marche blanche » a été reprise par les médias, et à leur suite par certaines associations ou par la population locale, dès qu'il s'agit de désigner une marche silencieuse de soutien ou de protestation, organisée autour de la mort d'une victime de fait divers, et principalement quand la victime est un enfant ou un adolescent, quand elle a succombé à une action des forces de l'ordre, ou quand les circonstances de sa disparition ne sont pas élucidées. Par exemple, le dimanche 20 novembre 2011, a été organisée au Chambon-sur-Lignon (Haute-Loire) une marche blanche, à laquelle n'ont pas participé les parents de la victime[réf. nécessaire], à la mémoire d'Agnès Marin, une fille de treize ans assassinée par un élève de son lycée.